# Martelaren van Dowaai
De Martelaren van Dowaai zijn 158 priesters die omwille van hun katholieke geloof zijn vermoord tussen 1577 en 1680. In het Engels staan zij bekend als de Douai-Martyrs of Doway-Martyrs. 

## Achtergrond
Na de kerkscheuring van 1534 waarbij de Anglicaanse Kerk ontstond, bleef een deel van de Engelse bevolking rooms-katholiek. In het onder Spaans bestuur gebleven Dowaai (Frans: Douai; nu een stad in de omgeving van Rijsel (Lille) in Noord-Frankrijk, toen Zuid-Vlaanderen) werd een werd een seminarie voor katholieke priesters opgericht om priesters voor de Engelse bevolking op te kunnen leiden. Veel van de studenten waren afkomstig uit Engeland.
Dowaai is dus een verwijzing naar het contrareformatorische seminarie of in het Engels: college aan de Zuid-Nederlandse Universiteit van Dowaai, het Engels College waar deze priesters in ballingschap werden opgeleid door de katholieke kerk. Na hun studie gingen zij vaak terug naar het Verenigd Koninkrijk.
Naar de gewoonte van de tijd werden andersdenkenden - en dus zeker priesters - in Engeland van hoogverraad beschuldigd en dien overeenkomstig bestraft: hangen, trekken en vierendelen waren veel voorkomende straffen.
Tachtig van deze 158 martelaren werden door paus Pius XI in 1929 zalig verklaard.